# Sezona Velikih nagrad 1909
Sezona Velikih nagrad 1909 je bila četrta sezona Velikih nagrad, dirke niso bile povezane v prvenstvo. 

## Velike nagrade
| Velika nagrada | Dirkališče  | Datum       | Zmag. dirkač     | Zmag. moštvo | Poročilo |
| -------------- | ----------- | ----------- | ---------------- | ------------ | -------- |
| Targa Florio   | Madonie     | 2. maj      | Francesco Ciuppa | SPA          | Poročilo |
| Vanderbilt Cup | Long Island | 30. oktober | Harry Grant      | ALCO         | Poročilo |